# Saci Pererê (álbum)
Saci Pererê é o terceiro álbum de estúdio da banda brasileira Black Rio, lançado em maio de 1980 pela gravadora RCA Victor, com gravações realizadas entre janeiro e abril do mesmo ano nos Estúdios RCA, no Rio de Janeiro. O disco é conhecido por ser o último da primeira fase da banda que se encerraria com a morte de seu líder, Oberdan Magalhães, em 9 janeiro de 1984.

## Antecedentes
Com a emergência da música disco no final da década de 1970 (chamada de "febre" pela mídia), a música negra (soul e funk) começa a, paulatinamente, perder espaço nos bailes da periferia carioca ocasionando uma baixa nas vendagens dos grupos que participaram do movimento Black Rio e uma consequente perda de interesse da indústria cultural em investir naquele som. Logo, os grupos começam a se desfazer e a encontrar dificuldades em se manter ou em continuar gravando e lançando discos. Neste contexto é que deve ser visto a decisão da banda black rio de incluir 2 vocalistas na sua formação e nas mudanças no som.

## Gravação e produção
O disco foi gravado de forma semi-independente: a banda se autoproduziu utilizando reduzido tempo nos estúdios de sua gravadora e sem grandes recursos. Desse modo, o álbum foi gravado entre janeiro e abril de 1980 para ter sua comercialização iniciada já no mês seguinte.

## Resenha musical
O disco apresenta diversidade musical, embora os arranjos sejam mais simples do que seus dois primeiros trabalhos. Além disso, este álbum apresenta canções e não mais músicas instrumentais. Outra novidade, também, é que este disco apresenta 3 baladas ("De Onde Vem", "Amor Natural" e "Tem Que Ser Agora"), aproximando-se mais do pop da época. Como destaques no arranjo temos "Profissionalismo É isso Aí", de Aldir Blanc e João Bosco, que ganhou uma "roupagem repleta de alusões ao soul e ao funk", sem perder as características de samba. E "Miss Cheryl", que é uma homenagem à cantora Cheryl Lynn - que a banda acompanhou no Rio Jazz Monterey Festival - e possui um arranjo cheio de alusões à música disco e ao rap.

## Recepção

### Lançamento
O disco foi lançado em maio de 1980 pela gravadora RCA Victor. Foram lançados um single em formato compacto simples com as canções "Saci Pererê" e "Amor Natural", e um compacto duplo intitulado Miss Cheryl, com as faixas "Miss Cheryl", "Melissa", "Subindo o Morro" e "Amor Natural". Além disso, "Amor Natural" fez parte da trilha sonora da telenovela Marina. A banda realizou diversas apresentações para promover o álbum, sendo a mais famosa a sua participação no Rio Jazz Monterey Festival.

### Fortuna crítica
| Críticas profissionais | Críticas profissionais |
| Avaliações da crítica  | Avaliações da crítica  |
| Fonte                  | Avaliação              |
| ---------------------- | ---------------------- |
| O Globo                | Favorável              |
| Folha de S.Paulo       | Favorável              |

Nelson Motta, escrevendo para o jornal carioca O Globo, considera que, neste álbum, a banda atingiu seu "ponto de fusão", conseguindo realizar plenamente as suas capacidades musicais a partir da adição de vocalistas. O jornalista escreve que o disco representa a síntese do "Rio noturno", especialmente da Zona Norte e da periferia carioca. Aproveitando-se da música título, utiliza metáfora futebolística para descrever o álbum. Também, rebate que o disco seja uma simplificação da sonoridade da banda, falando em "síntese musical" de suas raízes para formar um som mais acabado. Ainda, acrescenta que a produção semi-independente beneficia o resultado ao dar liberdade para os músicos.

### Relançamentos
O disco foi relançado em LP em 1988 e, em 2004, foi remasterizado em CD.

## Faixas
| Lado A |                   |                                      |         |  |
| N.º    | Título            | Compositor(es)                       | Duração |  |
| 1.     | "Saci Pererê"     | Gilberto Gil                         | 3:45    |  |
| 2.     | "Miss Cheryl"     | Jorge Barreto (Jorjão)               | 3:49    |  |
| 3.     | "Melissa"         | Oberdan Magalhães                    | 3:30    |  |
| 4.     | "De Onde Vem"     | Lincoln Olivetti / Ronaldo Barcellos | 3:30    |  |
| 5.     | "Subindo o Morro" | Cláudio Stevenson                    | 3:12    |  |

| Lado B         |                              |                                       |         |  |
| N.º            | Título                       | Compositor(es)                        | Duração |  |
| 1.             | "Amor Natural"               | Jorge Barreto (Jorjão) / Zé Rodrix    | 4:04    |  |
| 2.             | "Profissionalismo É isso Aí" | Aldir Blanc / João Bosco              | 3:40    |  |
| 3.             | "Broto Sexy"                 | Oberdan Magalhães / Paulo Zdanowski   | 3:51    |  |
| 4.             | "Tem Que Ser Agora"          | Gastão Lamounier / Luiz Mendes Júnior | 3:26    |  |
| 5.             | "Zumbi"                      | Barrosinho                            | 2:32    |  |
| Duração total: | Duração total:               | Duração total:                        | 35:19   |  |

## Créditos
Créditos dados pelo Discogs.

### Músicos
Banda Black Rio
- Abóbora: Voz
- Gerson: Voz
- Oberdan Magalhães: Saxofone tenor e saxofone soprano
- Carlos Darcy: Trombone
- Barrosinho: Trompete
- Cláudio Stevenson: Guitarra e violão
- Jorge Barreto (Jorjão): Teclados e vocal
- Décio Cardoso: Baixo
- Paulinho Braga: Bateria

Músicos adicionais
Bebeto: Percussão

### Ficha técnica
- Diretor de coordenação artística: Lúcio Varela
- Produção: Banda Black Rio
- Arranjos: Banda Black Rio
- Corte: José Oswaldo Martins
- Engenheiros de som: Flávio Senna e Luiz Carlos T. Reis
- Mixagem: Flávio Senna
- Áudio: Gunther Johann Kibelkstis
- Arte e fotografia: Maurício Cirne